# Cattedrale di Nostra Signora del Valle
La cattedrale di Nostra Signora del Valle sorge a San Fernando del Valle de Catamarca ed è la cattedrale della diocesi di Catamarca. Fu eretta in stile neoclassico nel 1869 e custodisce la statua della Nostra Signora della Valle, in spagnolo Nuestra Señora del Valle, meta di pellegrinaggio.